# No Photograph Available
No Photograph Available ist ein Jazzalbum des Dennis González Boston Project. Die im August 2003 entstandenen Aufnahmen erschienen 2006 auf Clean Feed Records.

## Hintergrund
Dennis González versammelte eine Band aus Musikern, mit denen er zuvor noch nicht gespielt hatte. Als Gonzáles auf dem Weg nach New York war, beschloss er, einen Zwischenhalt in Boston einzulegen und einen Abend mit den lokalen Musikern zu organisieren. Nach einigen Gesprächen war er in der Lage, innerhalb weniger Stunden eine Band zu organisieren, die aus den lokalen Musikern Charke Kohlhase (Saxophon), Joe Morris, der vor allem als Jazzgitarrist in der dortigen Szene bekannt ist, hier in der Rolle des Kontrabassisten, und einem weiteren Bassisten, Nate McBride bestand. Hinzu kam schließlich der 19-jährige Schlagzeuger Croix Galipault, dessen Mentor zu dieser Zeit Joe Morris war.

## Titelliste
- Dennis González Boston Project: No Photograph Available (Clean Feed CF056CD)[2]

1. Primate 12:46
2. Old Time Revival – Part I 13:43
3. The Matter at Hand 16:41
4. Hymn for Julius Hemphill 10:32
5. Constrictor [Old Time Revival – Part II] 10:10

Die Kompositionen stammen von Dennis González.

## Rezeption
Nach Ansicht der italienischen Redaktion von All About Jazz ist die erste Besonderheit dieser Formation, dass sie zwei Kontrabässe umfasst, eine Besonderheit, die ein wenig an die Improvisationsprojekte der betreffenden Musiker erinnere. Der Kritiker lobt das Ergebnis dieses improvisierten Abends, dessen Inspiration in der Genialität und Experimentierfreude von Gonzáles liege.
Massimo Ricci schrieb in Touching Extremes, die Musik baue auf zwei Grundpfeilern auf, nämlich der „gerundeten Eckigkeit“ der Themen und dem eigensinnigen Wechsel von leidenschaftlichen Melodien und frei geformten Interaktionen. Der Bass-zu-Bass-Dialog zwischen Morris und McBride sei anregend, während Kohlhase die ganze Strecke zwischen Bebop und Tim Bernes Spielweise laufe. Gonzalez’ Ton auf der Trompete sei üppig und heiter; wie üblich bleibe er in einer recht zugänglichen Kombination aus eleganter Dissonanz und konsistenten improvisatorischen Phraseologismen verankert.